# Imină

Structura generală a unei imine

O imină este o grupă funcțională sau un compus organic care conține o legătură dublă carbon-azot, la atomul de azot putând fi legat un atom de hidrogen sau de un radical organic.  Unele dintre imine (în special cele în care R3 nu este un atom de hidrogen) sunt denumite baze Schiff sau azometine. Un exemplu de astfel de compus este benzilidenanilina. 

## Obținere
Metoda principală de obținere a iminelor este prin intermediul unei reacții de condensare al amoniacului sau al unei amine primare cu o aldehidă (sau mai rar cu o cetonă). Este vorba de o reacție de substituție nucleofilă ce are loc între o amină alifatică sau aromatică și un compus carbonilic (de tipul aldehidă sau cetonă). Mecanismul reacției este de substituție prin adiție nucleofilă urmată de eliminare de apă (deshidratare), iar adiția se face prin intermediul unui hemiaminal.

## Proprietăți chimice

### Reducere
Iminele pot fi reduse la amine printr-o reacție de hidrogenare (sau de reducere). De exemplu, în urma reacției de mai jos se obține m-tolilbenzilamina:
Agenții reducători folosiți, în afara celor menționați pe reacție, sunt borohidrura de sodiu și hidrura de litiu și aluminiu.